# 서울 구로구의 국회의원

## 행정구역 변천
- 1980년 4월 1일 영등포구 구로동·가리봉동·독산동·시흥동·고척동·개봉동·오류동·궁동·온수동·천왕동·항동·신도림동 일부에 서울특별시 구로구 설치
- 1995년 3월 1일 구로구 독산동·시흥동·가리봉동 일부가 신설 금천구에 편입

## 서울 구로구의 역대 국회의원 일람
| 대수   | 이름           | 소속정당       | 임기                              | 선거구역 |
| ------ | -------------- | -------------- | --------------------------------- | --- |
| 제11대 | 최명헌(崔明憲) | 민주정의당     | 1981년 4월 11일 ~1985년 4월 10일  | 구로구 일원(제9선거구) |
| 제11대 | 김병오(金炳午) | 민주한국당     | 1981년 4월 11일 ~1985년 4월 10일  | 구로구 일원(제9선거구) |
| 제12대 | 조연하(趙淵夏) | 신한민주당     | 1985년 4월 11일 ~1988년 5월 29일  | 구로구 일원(제9선거구) |
| 제12대 | 김기배(金杞培) | 민주정의당     | 1985년 4월 11일 ~1988년 5월 29일  | 구로구 일원(제9선거구) |
| 제13대 | 김기배(金杞培) | 민주정의당     | 1988년 5월 30일 ~1992년 5월 29일  | 구로구 갑: 신도림동, 구로1동, 구로2동, 구로3동, 구로4동, 구로5동, 구로6동, 고척1동, 고척2동, 개봉1동, 개봉2동, 개봉3동, 오류1동, 오류2동        |
| 제13대 | 유기수(劉基洙) | 신민주공화당   | 1988년 5월 30일 ~1992년 5월 29일  | 구로구 을: 가리봉1동, 가리봉2동, 가리봉3동, 독산1동, 독산2동, 독산3동, 독산4동, 독산본동, 시흥1동, 시흥2동, 시흥3동, 시흥4동, 시흥5동, 시흥본동 |
| 제14대 | 김기배(金杞培) | 민주자유당     | 1992년 5월 30일 ~1996년 5월 29일  | 구로구 갑: 고척1동, 고척2동, 개봉1동, 개봉2동, 개봉3동, 오류1동, 오류2동, 수궁동                                                                |
| 제14대 | 이경재(李敬載) | 민주당         | 1992년 5월 30일 ~1996년 5월 29일  | 구로구 을: 독산본동, 독산2동, 독산3동, 독산4동, 시흥본동, 시흥1동, 시흥2동, 시흥3동, 시흥4동, 시흥5동                                           |
| 제14대 | 김병오(金炳午) | 민주당         | 1992년 5월 30일 ~1996년 5월 29일  | 구로구 병: 신도림동, 구로본동, 구로1동, 구로2동, 구로3동, 구로4동, 구로5동, 구로6동, 가리봉1동, 가리봉2동, 가리봉3동, 독산1동                   |
| 제15대 | 정한용(鄭漢溶) | 새정치국민회의 | 1996년 5월 30일 ~2000년 5월 29일  | 구로구 갑: 고척1동, 고척2동, 개봉1동, 개봉2동, 개봉3동, 개봉본동, 오류1동, 오류2동, 수궁동                                                      |
| 제15대 | 이신행(李信行) | 신한국당       | 당선 무효                         | 구로구 을: 신도림동, 구로1동, 구로2동, 구로3동, 구로4동, 구로5동, 구로6동, 구로본동, 가리봉1동, 가리봉2동                                       |
| 제15대 | 한광옥(韓光玉) | 새정치국민회의 | 1999년 3월 31일 ~2000년 5월 29일  | 구로구 을: 신도림동, 구로1동, 구로2동, 구로3동, 구로4동, 구로5동, 구로6동, 구로본동, 가리봉1동, 가리봉2동                                       |
| 제16대 | 김기배(金杞培) | 한나라당       | 2000년 5월 30일 ~2004년 5월 29일  | 구로구 갑: 고척1동, 고척2동, 개봉1동, 개봉2동, 개봉3동, 개봉본동, 오류1동, 오류2동, 수궁동                                                      |
| 제16대 | 장영신(張英信) | 새천년민주당   | 선거 무효                         | 구로구 을: 신도림동, 구로1동, 구로2동, 구로3동, 구로4동, 구로5동, 구로6동, 구로본동, 가리봉1동, 가리봉2동                                       |
| 제16대 | 이승철(李承哲) | 한나라당       | 2001년 10월 26일 ~2004년 5월 29일 | 구로구 을: 신도림동, 구로1동, 구로2동, 구로3동, 구로4동, 구로5동, 구로6동, 구로본동, 가리봉1동, 가리봉2동                                       |
| 제17대 | 이인영(李仁榮) | 열린우리당     | 2004년 5월 30일 ~2008년 5월 29일  | 구로구 갑: 고척1동, 고척2동, 개봉1동, 개봉2동, 개봉3동, 개봉본동, 오류1동, 오류2동, 수궁동                                                      |
| 제17대 | 김한길(金한길) | 열린우리당     | 2004년 5월 30일 ~2008년 5월 29일  | 구로구 을: 신도림동, 구로1동, 구로2동, 구로3동, 구로4동, 구로5동, 구로6동, 구로본동, 가리봉1동, 가리봉2동                                       |
| 제18대 | 이범래(李泛來) | 한나라당       | 2008년 5월 30일 ~2012년 5월 29일  | 구로구 갑: 고척1동, 고척2동, 개봉1동, 개봉2동, 개봉3동, 개봉본동, 오류1동, 오류2동, 수궁동                                                      |
| 제18대 | 박영선(朴映宣) | 통합민주당     | 2008년 5월 30일 ~2012년 5월 29일  | 구로구 을: 신도림동, 구로1동, 구로2동, 구로3동, 구로4동, 구로5동, 구로6동, 구로본동, 가리봉1동, 가리봉2동                                       |
| 제19대 | 이인영(李仁榮) | 민주통합당     | 2012년 5월 30일 ~2016년 5월 29일  | 구로구 갑: 고척1동, 고척2동, 개봉1동, 개봉2동, 개봉3동, 오류1동, 오류2동, 수궁동                                                                |
| 제19대 | 박영선(朴映宣) | 민주통합당     | 2012년 5월 30일 ~2016년 5월 29일  | 구로구 을: 신도림동, 구로1동, 구로2동, 구로3동, 구로4동, 구로5동, 가리봉동                                                                      |
| 제20대 | 이인영(李仁榮) | 더불어민주당   | 2016년 5월 30일 ~2020년 5월 29일  | 구로구 갑: 고척1동, 고척2동, 개봉1동, 개봉2동, 개봉3동, 오류1동, 오류2동, 수궁동                                                                |
| 제20대 | 박영선(朴映宣) | 더불어민주당   | 2016년 5월 30일 ~2020년 5월 29일  | 구로구 을: 신도림동, 구로1동, 구로2동, 구로3동, 구로4동, 구로5동, 가리봉동                                                                      |
| 제21대 | 이인영(李仁榮) | 더불어민주당   | 2020년 5월 30일 ~2024년 5월 29일  | 구로구 갑: 고척1동, 고척2동, 개봉1동, 개봉2동, 개봉3동, 오류1동, 오류2동, 수궁동, 항동                                                          |
| 제21대 | 윤건영(尹健永) | 더불어민주당   | 2020년 5월 30일 ~2024년 5월 29일  | 구로구 을: 신도림동, 구로1동, 구로2동, 구로3동, 구로4동, 구로5동, 가리봉동                                                                      |
| 제22대 | 이인영(李仁榮) | 더불어민주당   | 2024년 5월 30일 ~                 | 구로구 갑: 고척제1동, 고척제2동, 개봉제1동, 개봉제2동, 개봉제3동, 오류제1동, 오류제2동, 수궁동, 항동                                            |
| 제22대 | 윤건영(尹健永) | 더불어민주당   | 2024년 5월 30일 ~                 | 구로구 을: 신도림동, 구로제1동, 구로제2동, 구로제3동, 구로제4동, 구로제5동, 가리봉동                                                            |

## 같이 보기
- 구로구 갑
- 구로구 을 (1988년 선거구)(현 금천구 선거구)
- 구로구 을
- 구로구 병(1992년 제14대 총선 당시의 선거구. 1996년 폐지 현 구로구 을 선거구)
- 서울 영등포구의 국회의원
- 서울 금천구의 국회의원
- 서울 관악구의 국회의원
- 부천시의 국회의원
- 광명시의 국회의원
- 안양시의 국회의원
- 안산시의 국회의원
- 시흥시의 국회의원
- 의왕시의 국회의원
- 과천시의 국회의원
- 군포시의 국회의원